# 開元漁港
開元漁港，俗稱開元港，為一座位於臺灣臺東縣蘭嶼鄉椰油村的漁港。該漁港是蘭嶼地區最重要的海上交通進出港口，屬於漁業與交通共用的兼用港口。目前主要使用中的為較北邊新建的開元港，南邊則有僅一座曳船道的開元舊港以及一座燈塔。
目前開元漁港歸類在行政院農業部漁業署所劃分的第二類漁港中。

## 沿革

### 起源
蘭嶼地區原本就缺乏港灣設施，因此當冬季來臨時當地船隻會在蘭嶼島西邊的紅頭村進行起錨與卸貨，而夏季則改在蘭嶼島東側的東清村進行起錨與卸貨。

### 興建
1965年（民國54年）當時管理臺東地區漁港設施的花蓮港務局開始進行開元港的興建工程，工程內容總計有泊地1.69公頃、碼頭275公尺，以及防波堤等漁港基礎設施。

## 設施
開元漁港目前分有漁業用碼頭以及往返臺灣本島臺東縣富岡漁港與綠島地區、屏東縣後壁湖遊艇港交通船的碼頭，而臺東縣政府於2015年（民國104年）1月表示將再新增候船室和登船管制等設施。
海洋委員會海巡署東部分署在開元漁港設置有一座安檢所在開元漁港上方，稱為開元漁港安檢所，隸屬在岸巡八一大隊旗下。

## 周遭景點
- 蘭嶼
- 軍艦岩
- 蘭嶼氣象站
- 蘭嶼天池

## 資料來源
1. 1 2  .   [2015-03-20]. （原始内容存档于2015-04-02）.
2. ↑  .   [2015-03-20]. （原始内容存档于2016-03-04）.